# Movimento Popolare Nazionale Libico
Il Movimento Popolare Nazionale Libico (in arabo الحركة الوطنية الشعبية الليبية‎?) è un movimento politico libico di ispirazione socialista islamica fondato da alcuni ufficiali leali al Colonnello Muʿammar Gheddafi il 15 febbraio 2012, in seguito alla caduta della Giamahiria.
Il suo Segretario generale è il maggiore generale Khuwaildi al-Hamidi, un ex membro del Consiglio del Comando della Rivoluzione libico la cui figlia è sposata con Saadi Gheddafi.
Al movimento è stato proibito di partecipare alle elezioni per l'Assemblea nazionale libica del 2012 dal Consiglio nazionale di transizione.